# 斯克蘭頓鎮區 (愛荷華州格林縣)
斯克蘭頓鎮區（英語：Scranton Township）是位於美國愛荷華州格林縣的一個行政鎮區。

## 地方資料
根據2010年美國人口普查的數據，斯克蘭頓鎮區的面積為90.05平方千米，當中陸地面積為89.47平方千米，而水域面積為0.58平方千米。當地共有人口707人，而人口密度為每平方千米7.85人。